# Reinhard Otto
Reinhard Otto es un deportista alemán que compitió para la RFA en judo. Ganó una medalla de bronce en el Campeonato Europeo de Judo de 1971, en la categoría abierta.

## Palmarés internacional
| Campeonato Europeo | Campeonato Europeo  | Campeonato Europeo | Campeonato Europeo |
| Año                | Lugar               | Medalla            | Categoría          |
| ------------------ | ------------------- | ------------------ | ------------------ |
| 1971               | Gotemburgo (Suecia) | Medalla de bronce  | Abierta            |